# 24 heures de la voile
Les 24 heures de la voile sont une manifestation sportive et culturelle organisée par la municipalité de Trégastel dans les Côtes-d'Armor. Elle se déroule chaque été, au cours du mois d'août, et rassemble de nombreuses associations. La course sportive en mer est gérée par le Club Nautique de Trégastel, et les associations Trégastelloises s'associent à la municipalité pour organiser la fête à terre. La 51e édition des 24 Heures de la Voile a eu lieu les 10 et 11 août 2024 Bien que très difficile pour les équipages, cette course reste un moment de fête et chaque année au moins un équipage fait la course déguisé. 
La course reste très réputée dans le milieu nautique.

## Création
Dès la fin des années 1960, Louis Queffeulou, président du Club Nautique de Trégastel, souhaite organiser une course d'endurance dans le cadre de la baie du Coz-Pors à Trégastel. C'est en 1973 que la première course de 24 heures consécutives a lieu, après des courses de 8 et 12 heures.
C'est une compétition qui se déroule sur le modèle des 24 Heures du Mans, sa grande sœur de l'automobile. Elle se déroule sur un week-end de mortes-eaux du mois d'août.
Seuls les bateaux de type 420 sont autorisés à participer à la course depuis l'année 1976. À l'époque, la régate était ouverte aux 420, 470 et Vaurien pour les deux premières éditions, puis uniquement 420 et vauriens en 1975.

## Organisation

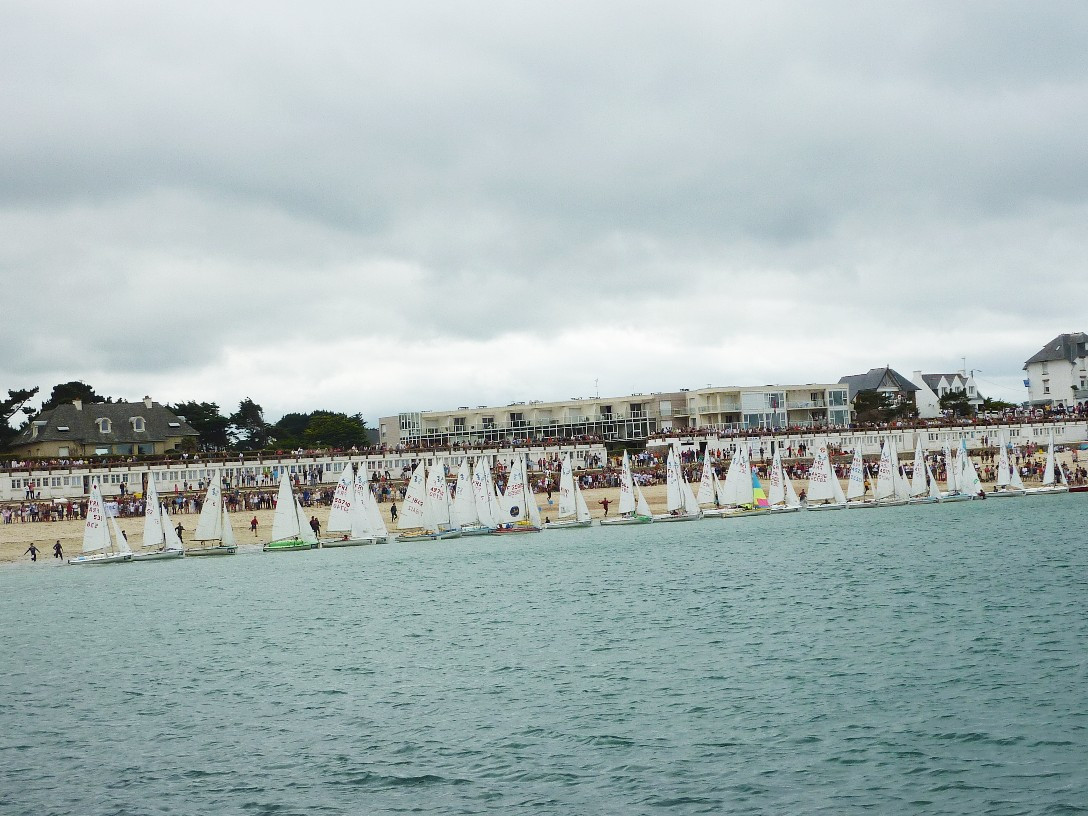
Le départ de l'édition 2010

La course se déroule sur un week-end de la façon suivante :
- le samedi à 15 heures (Nouvel horaire depuis 2010) : départ de la course sur la plage de la Grève Blanche, le barreur courant comme aux 24 Heures du Mans ;
- le samedi après-midi : tours à l'extérieur du port de Trégastel (nombres de tours "extérieurs" définis suivant la force du vent) puis tours dans le port jusqu'à l'arrivée ;
- le dimanche à 15 heures (Nouvel horaire depuis 2010) : arrivée puis remise des prix vers 16h30 au Coz Pors.

Chaque équipe est composée de deux équipages barreur/équipier; il faut être âgé d'au moins 14 ans pour participer. Quatre changements d'équipages minimum sont imposés par bateau pendant la course.
La gestion et l'organisation de la course étaient tenus par le Club nautique de Trégastel avec l'aide de nombreux amateurs de voile jusqu'en 2024. Cependant le sort du Club Nautique de Trégastel étant incertain, le noyau dur de l'organisation de la course a créé l'Association Nautique de Trégastel qui à pour but de promouvoir les activités nautiques à Trégastel mais surtout de permettre à la tradition demi-centenaire des 24h de la Voile de perdurer.
À noter: Plus aucun bateau n'est autorisé à être amarré dans la baie le temps de la manifestation. Lors de la signature du contrat de location du corps-mort, le propriétaire d'un bateau s'engage à retirer son bien le samedi matin de la course, et ne peut le remettre dans la baie qu'après la fin de la régate.

## Déroulement

### Le départ
La course réunit plusieurs équipages composés de quatre membres (deux barreurs et deux équipiers) qui se relaient. Chaque dériveur accueille un barreur et un équipier. Avant le départ les barreurs remontent en haut de la plage de la Grève Blanche. Lorsque le départ approche plusieurs fanions marquent le temps restant avant le départ jusqu'au coup de feu qui sonne le départ à 15 h. Les équipiers attendent le départ dans l'eau en tenant les bateaux par la proue. 
Le départ est un des grands moments de la course avec l'arrivée. Plusieurs dizaines de milliers de visiteurs viennent assister à ce spectacle unique en France. Le bagad vient animer le départ. Des bénévoles du Club Nautique de Trégastel assurent la sécurité de l'événement en mer. Les vedettes des Sept Îles permettent aux visiteurs d'admirer le départ depuis la mer.

### L'arrivée
L'arrivée est un moment où la plage entière s'anime avec ferveur. 

## Manifestations annexes
Chaque année les 24 heures de la voile sont aussi l'occasion d'assister à des concerts gratuits. La programmation musicale et l'organisation de l'accueil des visiteurs est gérée par le comité d'organisation des 24 heures, regroupant des membres de la commune de Trégastel, du club nautique et des différentes associations trégastelloises.
Depuis 2010, à la suite de la dissolution du comité organisateur des 24 heures, c'est l'association créée la même année « Trégastel Événement » qui assure l'organisation musicale à terre en collaboration avec la ville de Trégastel, et le Centre Nautique.
En 2013, la mairie de Trégastel est devenu l'organisateur principal de la fête à terre en partenariat avec les associations.
De 2010 à 2014, la station de radio saisonnière Radio 24 animait les 24h de manifestation, sans interruption depuis le Coz Pors. L'évènement était retransmis sur le système de sonorisation du Coz Pors, et sur les ondes du 95.6 Mhz. Consécutivement à des divergences avec le Centre Nautique de Trégastel, la radio met définitivement fin à sa participation.
Depuis 2015, l'animation est assurée par la radio Millenium.

## Éditions

### Avant 2000
| - 10 - 11 août 1974 - 15 - 16 août 1975 - 07 - 8 août 1977 - 12 - 13 août 1978 - 18 - 19 août 1979 - 16 - 17 août 1980 - 08 - 9 août 1981 - 19 - 20 août 1983 - 18 - 19 août 1984 | - 16 - 17 août 1986 - 15 - 16 août 1987 - 11 - 12 août 1990 - 17 - 18 août 1991 - 09 - 10 août 1997 - 15 - 16 août 1998 - 21 - 22 août 1999 |

### Après 2000
| - 12 - 13 août 2000 - 11 - 12 août 2001 - 17 - 18 août 2002 - 23 - 24 août 2003 - 07 - 8 août 2004 - 13 - 14 août 2005 - 19 - 20 août 2006 - 18 - 19 août 2007 - 09 - 10 août 2008 - 15 - 16 août 2009 - 21 - 22 août 2010 - 20 - 21 août 2011 - 11 - 12 août 2012 | - 17 - 18 août 2013 - 23 - 24 août 2014 - 22 - 23 août 2015 - 13 - 14 août 2016 - 19 - 20 août 2017 - 18 - 19 août 2018 - 10 - 11 août 2019 - 20 - 21 août 2022 - 12 - 13 août 2023 - 10 - 11 août 2024 - 02 - 3 août 2025 |

## Photos

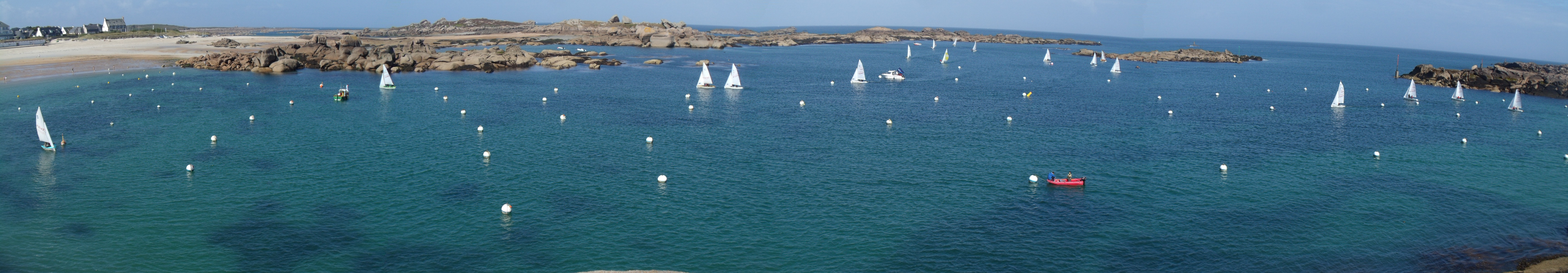
Un panorama côté Grève Blanche en 2013

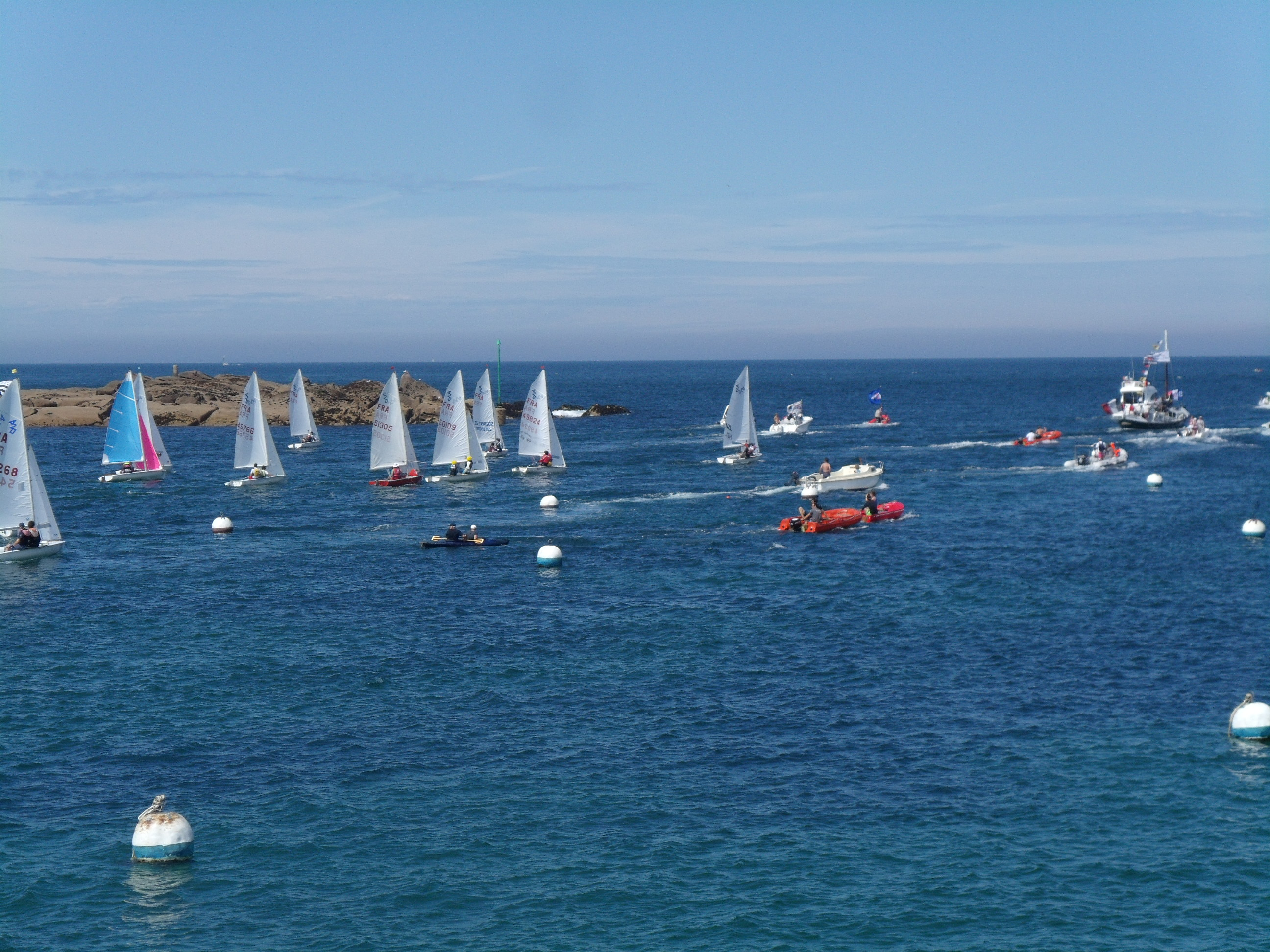
En 2011, le bateau ouvreur de la course, L'Aimée-Hilda, ancien canot de sauvetage de Ploumanac'h
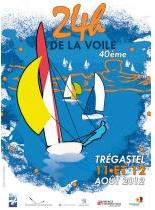
L'affiche 2012
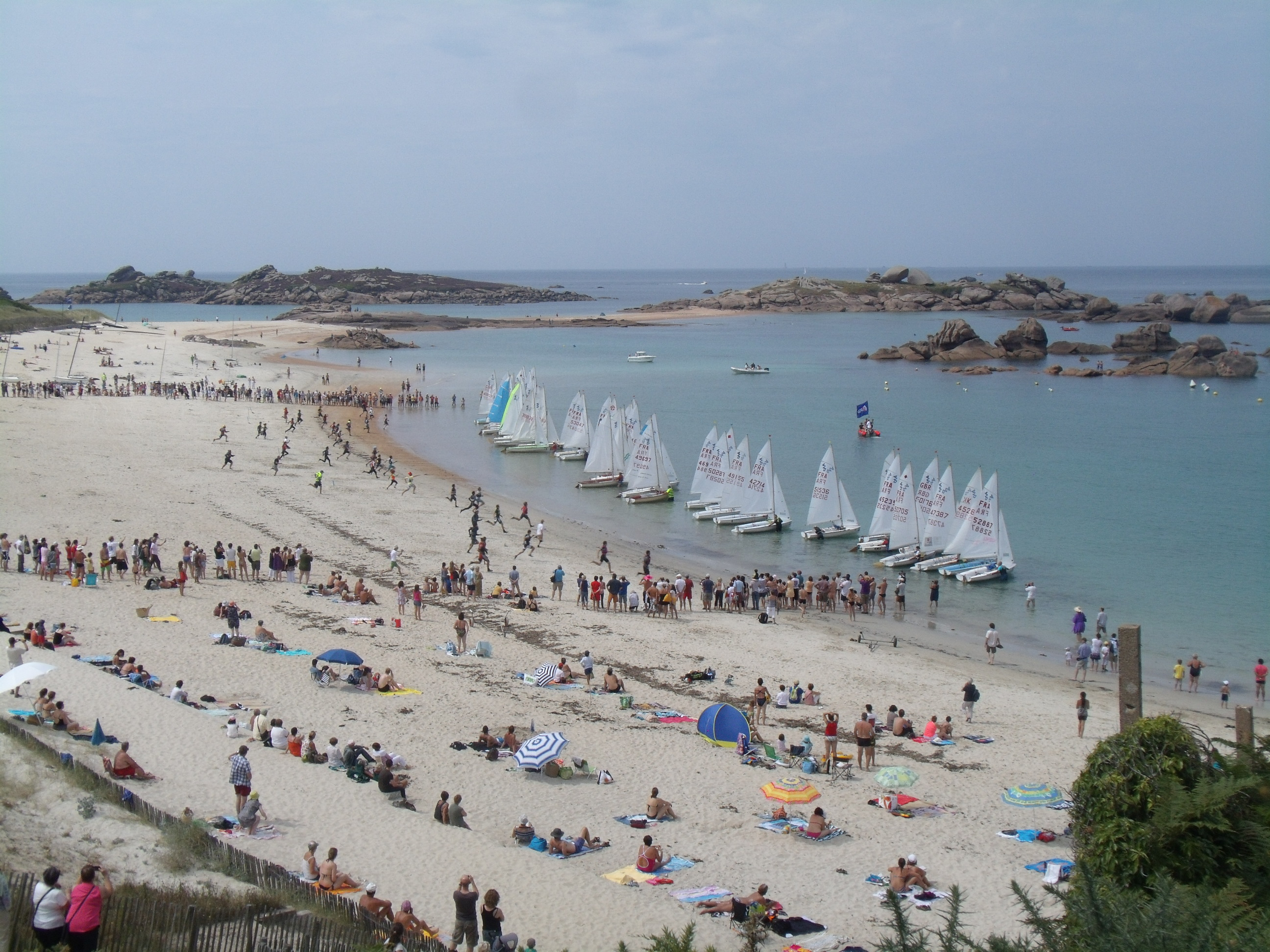
Le départ 2012
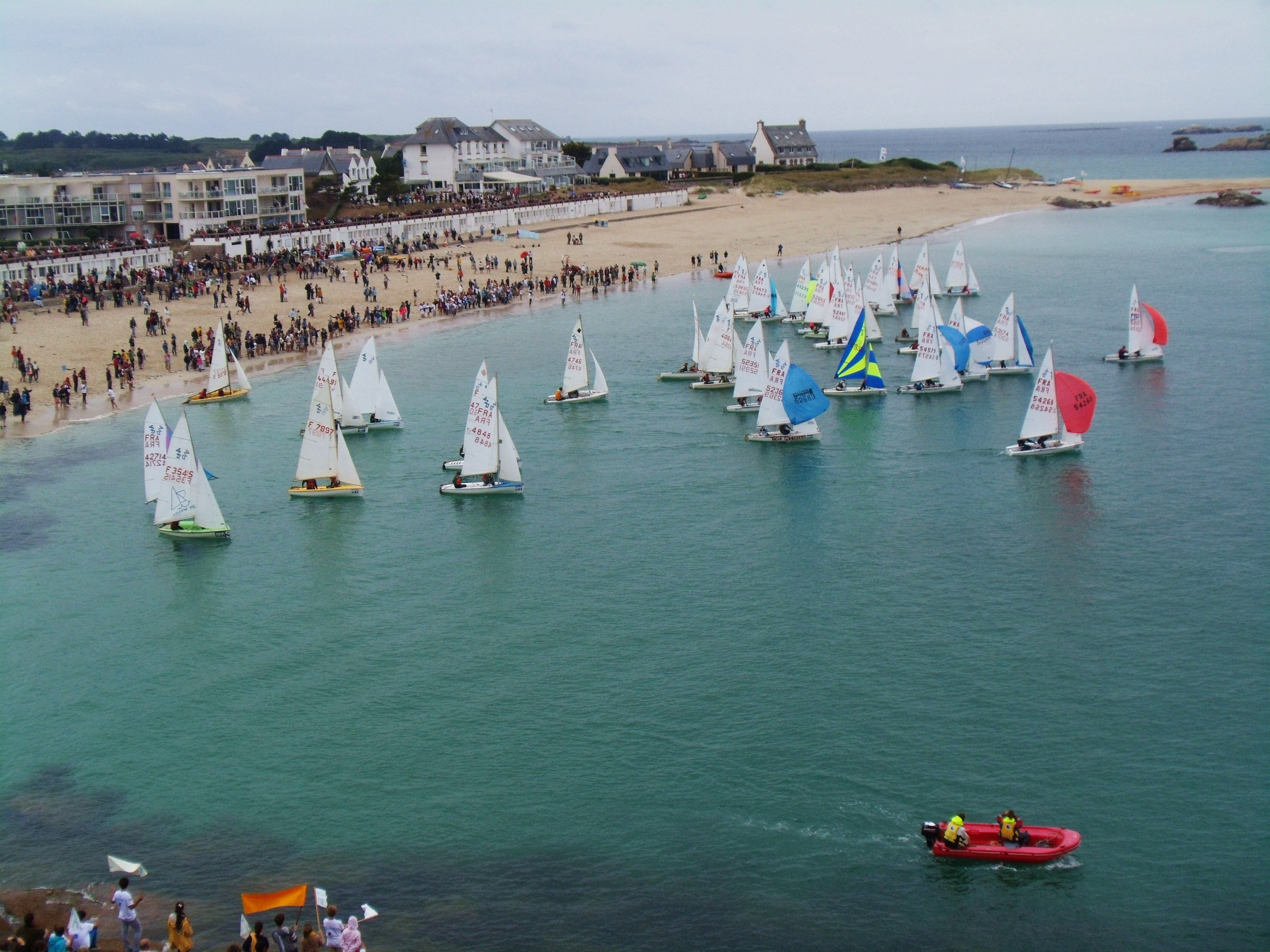
Le départ 2013
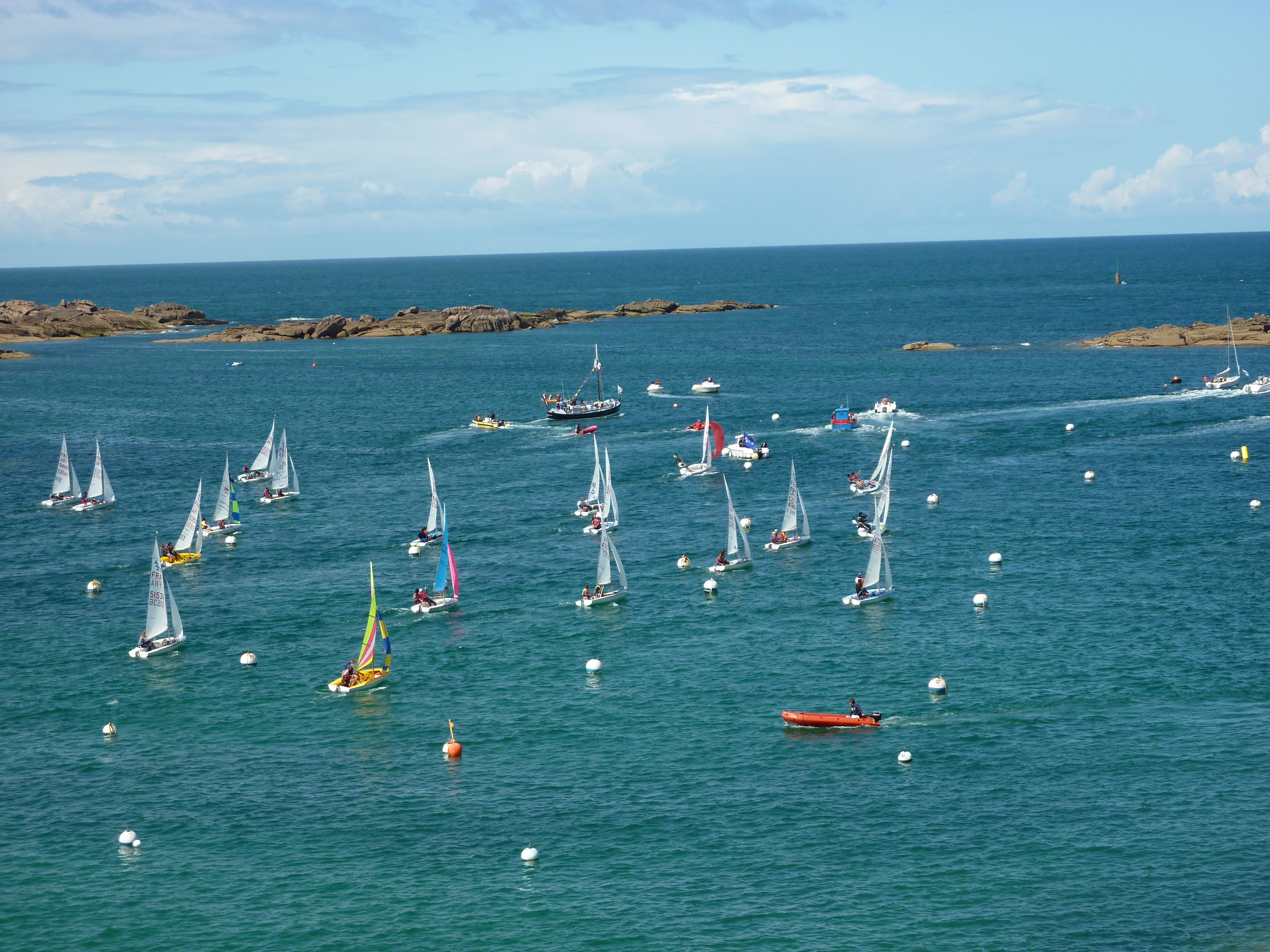
2014
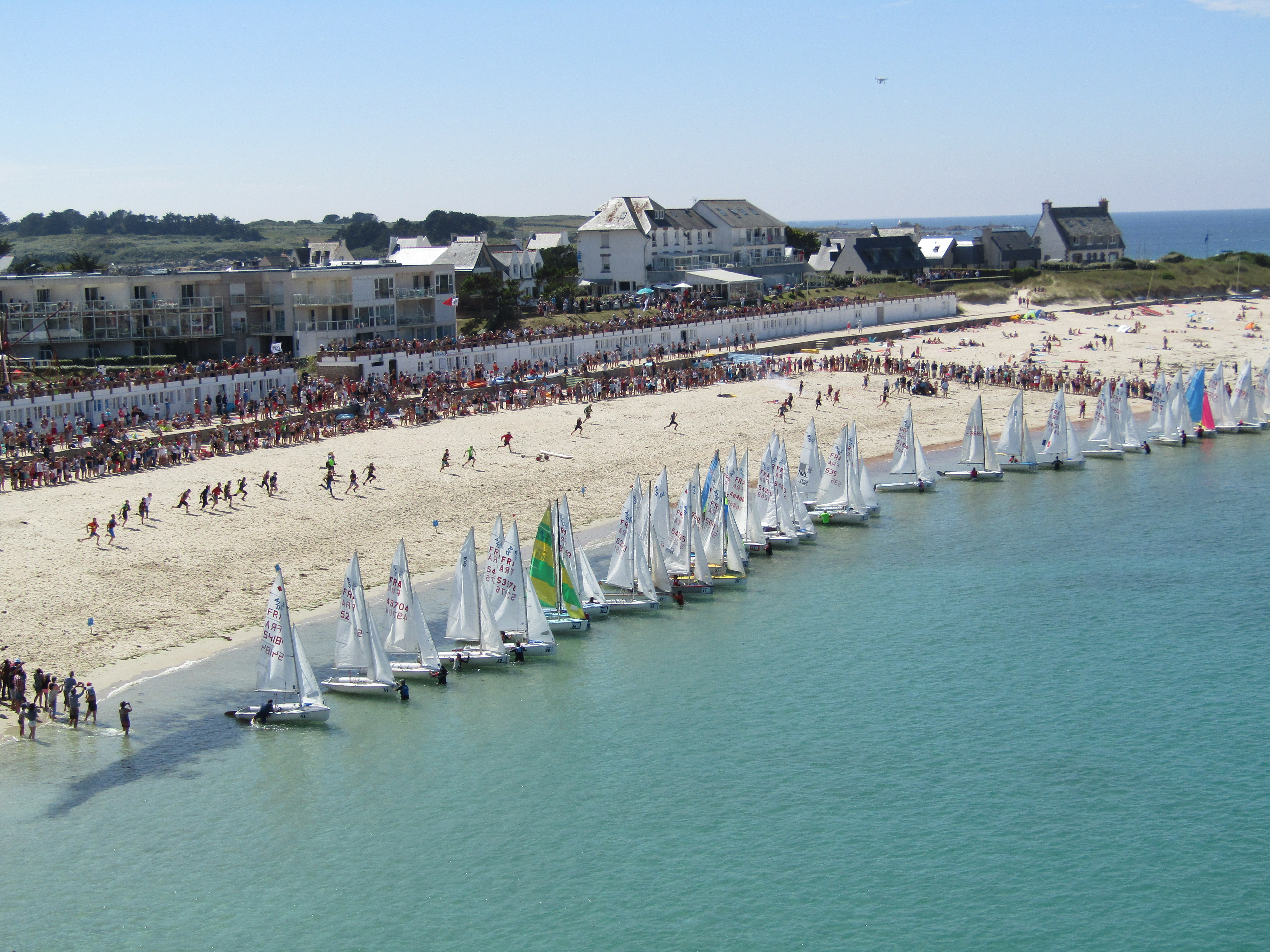
Le départ 2016
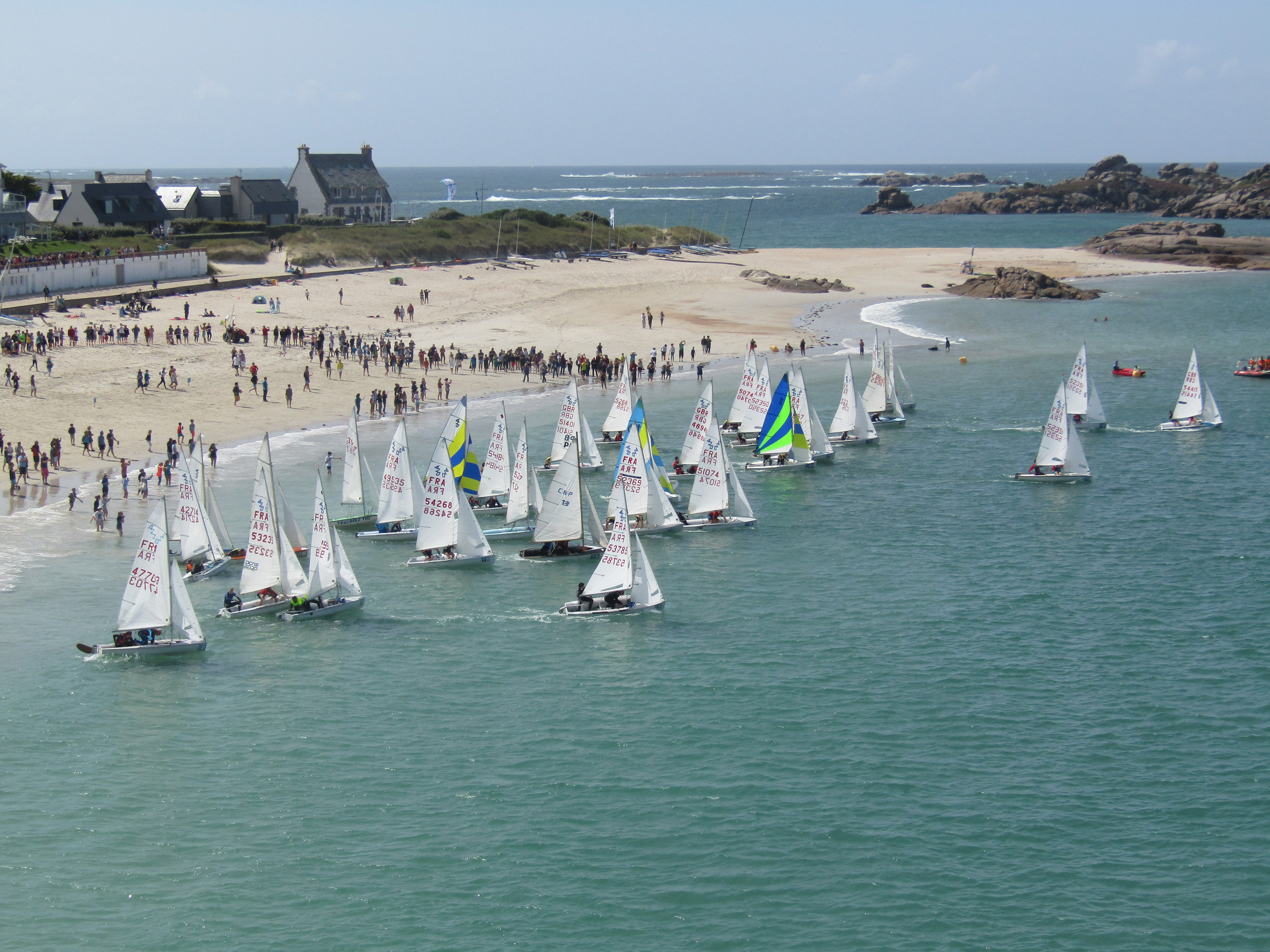
Quelques secondes après le départ en 2017
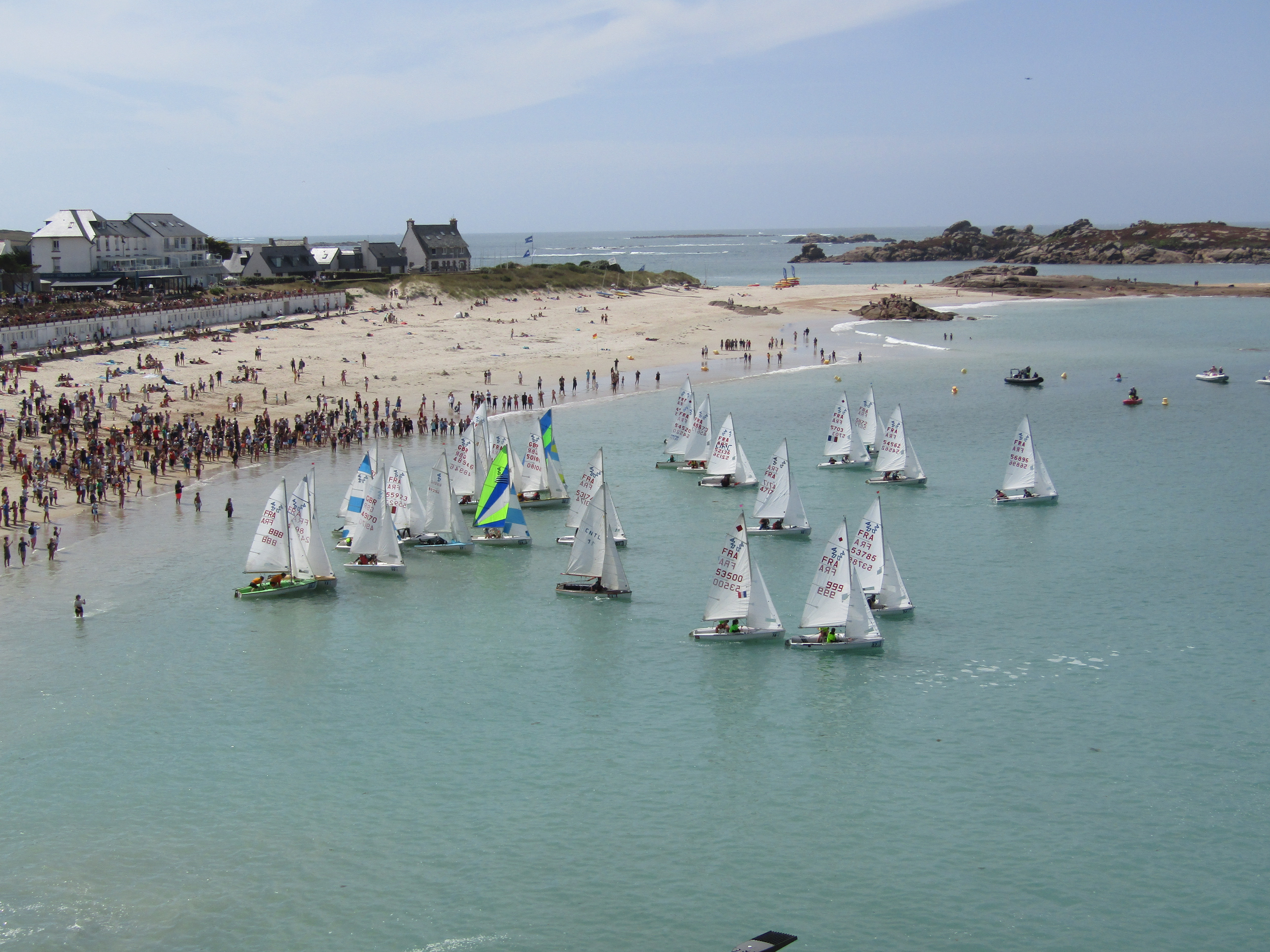
Le départ en 2022